# HC La Chaux-de-Fonds
HC La Chaux-de-Fonds – szwajcarski klub hokeja na lodzie z siedzibą w La Chaux-de-Fonds.

## Sukcesy
- Złoty medal mistrzostw Szwajcarii: 1968, 1969, 1970, 1971, 1972, 1973
- Srebrny medal mistrzostw Szwajcarii: 1974, 1975
- Brązowy medal mistrzostw Szwajcarii: 1956, 1967
- Złoty medal Nationalliga B: 1951, 1952, 1955, 1959, 1965
- Srebrny medal Nationalliga B: 1948
- Brązowy medal Nationalliga B: 1999, 2000, 2002, 2008, 2009, 2019